# 문화방송 목금드라마
문화방송 목금드라마는 문화방송에서 목요일과 금요일 밤 10시대에 방송되었던 텔레비전 드라마이다.

## 방송 시간
| 방송 채널 | 방송 기간                         | 방송 시간               | 방송 분량 |
| --------- | --------------------------------- | ----------------------- | --------- |
| MBC TV    | 1981년 4월 2일 ~ 1982년 2월 11일  | 매주 목 밤 10시 5분     | 85분      |
| MBC TV    | 1982년 2월 18일 ~ 1983년 3월 11일 | 매주 목,금 밤 9시 50분  | 45분      |
| MBC TV    | 1983년 3월 31일 ~ 1983년 7월 1일  | 매주 목,금 밤 10시 10분 | 60분      |
| MBC TV    | 1985년 5월 2일 ~ 1985년 10월 18일 | 매주 목,금 밤 9시 45분  | 60분      |

## 작품 리스트
- 《장희빈》 : 1982년 2월 18일 ~ 1982년 4월 30일 (전체 방송 기간 : 1981년 10월 5일 ~ 1982년 4월 30일. 여기부터 목 · 금요일 방영)
- 《서궁마마》 : 1982년 5월 6일 ~ 1982년 7월 30일
- 《은장도》 : 1982년 8월 5일 ~ 1982년 10월 29일
- 《황진이》 : 1982년 11월 4일 ~ 1983년 3월 11일
- 《추동궁 마마》 : 1983년 3월 31일 ~ 1983년 7월 1일
- 《엄마의 방》 : 1985년 5월 2일 ~ 1985년 5월 31일 (전체 방송 기간 : 1985년 1월 9일 ~ 1985년 5월 31일)
- 《억새풀》 : 1985년 6월 6일 ~ 1985년 10월 18일 (전체 방송 기간 : 1985년 6월 6일 ~ 1985년 12월 26일)